# Cuando quiero llorar no lloro (serie de televisión)
Cuando quiero llorar no lloro, más conocida como Los Victorinos, fue una serie colombiana emitida entre abril y agosto de 1991. Fue producida por RTI Televisión y basada en la novela del mismo nombre del escritor venezolano Miguel Otero Silva. Generó una enorme polémica y fue a la vez un gran éxito.

## Sinopsis
El 8 de noviembre de 1963, nacen en Bogotá tres niños, uno rico, uno de clase media, y otro pobre. A la mamá del niño de clase alta, doña Sara Koppel de Umaña, un famoso mentalista, conocido como el Profesor Reinhart le había pronosticado meses atrás que iba a quedar embarazada, que su hijo se llamaría Victorino, y que aquel día nacerían otros dos bebés a los que bautizarían con el mismo nombre. Reinhart sentenció además el destino trágico que les esperaba: "El día que Victorino se encuentre con Victorino y Victorino, Victorino morirá..." En la sesión en la que el vidente hizo aquel terrible vaticinio, predijo también que el presidente de Estados Unidos, John F. Kennedy iba a ser asesinado antes de que terminara el año.
Victorino Umaña Koppel nace prematuramente el 8 de noviembre, en una elegante clínica del norte de la ciudad, debido a que su madre tuvo un accidente automovilístico mientras espiaba a su esposo Rodrigo, que se fugaba con una amante en un supuesto viaje de trabajo. El niño es bautizado de inmediato pues se teme que muera, y Sara descubre aterrada al volver en sí que le han puesto el nombre profetizado por Reinhart.
A la misma hora nace Victorino Perdomo Rangel, en un hospital público del centro de la capital. Sus padres son Rómulo Perdomo, un peluquero del barrio Quiroga, ferviente militante de la ANAPO, y Amparo Rangel, una ama de casa. Los Perdomo ya tienen dos niñas, Carola y María Eugenia, bautizadas así en honor a la esposa y a la hija del general Gustavo Rojas Pinilla y posteriormente un hijo menor llamado Gustavo en honor al general. Cuando se produce el parto, se aprecia que doña Amparo Rangel es la misma mujer que estaba en el público de la sesión en la que el vidente Reinheart hizo sus predicciones.
Simultáneamente nace Victorino Moya en un tugurio en los cerros de la ciudad. Su mamá, Rubelia, es empleada doméstica en la casa de los Umaña. El padre del bebé, Ceferino, la abandonó para irse a buscar guacas en los Llanos Orientales, y ella actualmente vive con otro hombre, Facundo, un obrero que la golpea cada que llega borracho. Con él tiene luego dos hijos más, Mireya y Guillermo.
Con el pasar de los años, cada familia vive realidades completamente distintas. Victorino Umaña goza de todos los privilegios de haber nacido en la alta sociedad. Estudia en los mejores colegios, viaja por todo el mundo, va de fiesta en fiesta, y derrocha lujos en compañía de su prima Ana María Londoño y de su amigo "Juancho" Alzate. A pesar de que Sara ha guardado celosamente el secreto de la profecía de Reinhart, Victorino logra enterarse, al descubrir un papel en el que el mentalista la escribió y se la dio a su madre. De allí en adelante hace todo lo que está a su alcance para buscar y encontrar a los otros dos Victorinos, desafiando al destino. Luego de muchas averiguaciones, los localiza, pero no alcanzan a reunirse los tres en un solo lugar. Entretanto, se mete en una serie de problemas y escándalos, se casa con Ana María (que luego le es infiel con Juancho Alzate), y se involucra en negocios ilegales con un narcotraficante.
Victorino Perdomo muestra desde niño grandes habilidades artísticas, y una vez ingresa a estudiar al seminario (pues su padre no tiene recursos para pagarle un colegio privado), es apoyado por el padre Lajarreta. Debido a su espíritu inconforme, se ve envuelto en polémicas con las directivas de la institución y finalmente es expulsado, a tiempo que Rómulo Perdomo es enviado a la cárcel por persecuciones políticas. Victorino obtiene un cupo para estudiar arquitectura en la Universidad Nacional. Allí, entra en contacto con las ideas de izquierda y debido a la influencia de su novia, María Helena -alias "Rosana"-, ingresa a un grupo guerrillero llamado Defensa Popular. Uno de los planes de los guerrilleros es el de asaltar un banco.
Victorino Moya crece en medio de la miseria, y sin oportunidades de estudiar, se convierte en delincuente, junto con su entrañable amigo El Negro. Al no ser capaz de soportar las golpizas que le propina Facundo a Rubelia y los abusos sexuales a Mireya, Victorino asesina a su padrastro. Ya adolescente, hace parte de la pandilla de Perroloco y "El Buey", y es objeto de una violación. Después se une a la banda de criminales comandada por El Ciego y Rapidol trabajando para un esmeraldero conocido como El Ganso. Como una prueba de lealtad, los jefes le ordenan a Moya que mate a su amigo El Negro, supuestamente por haber robado dinero a El Ganso, Victorino se niega, pero poco después aparece muerto El Negro. Victorino es arrestado luego de vengar a su amigo, y en la prisión se encuentra con su padre, Ceferino, quien lo ayuda a sobrevivir en ese lugar, además de dar muerte a Perroloco pero no logra matar a El Buey ya que éste es asesinado por otro reo. Una vez queda en libertad, le es encomendada la misión de asesinar a un reconocido narcotraficante.
En 1983, cuando los tres Victorinos ya han cumplido 20 años, se produce el fatal encuentro. Victorino Umaña, Juancho Alzate y el pez gordo del narcotráfico acuden al "Banco Coreano" a gestionar un crédito que cubra la pérdida por un embarque de drogas que no llegó a su destino. Coincidencialmente, ese el mismo banco al que llegan Victorino Perdomo y otros guerrilleros con la intención de robar la caja fuerte, y allí aparece también Victorino Moya a matar al narcotraficante. En el intercambio de disparos entre los guardias de seguridad, la Policía, los guerrilleros y el sicario, perecen el mafioso, Juancho Alzate, varios clientes y Victorino Perdomo. Victorino Moya es herido mortalmente, y aunque escapa con vida, muere desangrado mientras trata de llegar a su casa. Victorino Umaña sale ileso. Al volver a su apartamento le confirma a Ana María que Juancho Alzate murió en el tiroteo, y le cuenta además que los dos deben huir porque están en bancarrota. Ella se enfurece, le confiesa que le fue infiel con el difunto y le dice no lo ama. Inmediatamente sale del apartamento. Victorino, desilusionado, saca un arma de fuego y se suicida, en el preciso instante en que Ana María regresa, aparentemente arrepentida de lo que había dicho, pero ya es demasiado tarde para evitar la tragedia.
El sepelio de los tres Victorinos se lleva a cabo el mismo día en el Cementerio Central, sin que ninguna de las tres familias sepa lo que le ha sucedido a las otras. Victorino Umaña es sepultado en un lujoso mausoleo, Victorino Perdomo en una bóveda de alquiler, "escoltado" por una docena de guerrilleros encapuchados, y Victorino Moya en una fosa del sector más pobre del camposanto. A la salida, las tres madres se encuentran en la puerta.

## Reparto

### Principales
- Victorino Umaña Koppel (Adulto: David Guerrero. Adolescente: Jesús E. Sandoval. Niño Lucas Cristo): Hijo de Rodrigo Umaña y Sara Koppel de Umaña. Lleva una vida de lujos propios de la alta sociedad en compañía de su prima (y luego esposa) Ana María Londoño y de su amigo "Juancho" Alzate. Pese a ello, tiene interés por encontrar a los otros Victorinos y se mete en problemas y escándalos hasta terminar en relaciones con un narcotraficante. Al encontrarse con los otros en el Banco Coreano, sobrevive al ataque mortal pero luego se suicida.

- Victorino Perdomo Rangel (Adulto: Ricardo Gómez Escobar. Adolescente: Jorge Iván "Tito" Duarte. Niño: Manolo Cruz): Hijo de Rómulo Perdomo y Amparo Rangel. Criado en un hogar de clase media. Tiene desde pequeño una gran habilidad para el dibujo y las artes. Apoyado por su mentor, el padre Lajarreta se convierte en un joven rebelde, y ya como universitario se convierte en integrante de Defensa Popular, un grupo guerrillero de izquierda. Muere en el tiroteo del asalto al Banco Coreano.

- Victorino Moya (Adulto: Ramiro Meneses. Adolescente: Heyvars González. Niño: Larry Guillermo Mejía): Hijo de Rubiela Moya y Ceferino. Creció en medio de la pobreza en un barrio marginal de los cerros orientales, maltratado por su padrastro Facundo (a quien luego asesinó), y víctima de violación por parte de la banda de Perroloco. Herido gravemente en el asalto al Banco Coreano, muere desangrado durante su huida.

- Sara Koppel de Umaña  (Maribel Abello): Madre de Victorino Umaña. Mujer de sociedad muy elitista. Fue a quien el profesor Reinhart le predijo el nacimiento y el trágico destino de los tres Victorinos. Por las infidelidades de su marido, se separa y se convierte en amante de un político corrupto.

- Amparo Rangel (Patricia Grisales): Madre de Victorino Perdomo. Estuvo presente el día de la predicción de Reinhart, pero no se enteró de esta en aquel momento. Se convirtió en la cabeza de la familia cuando su esposo Rómulo estuvo en la cárcel.

- Rubelia Moya (Adelaida Otálora): Madre de Victorino Moya. Es una férrea defensora de su hijo y se niega a aceptar que anda en actividades criminales.

- Rodrigo Umaña (Jorge Emilio Salazar): Padre de Victorino Umaña. Ingeniero civil dueño de una urbanizadora. Hombre de la alta sociedad, mujeriego  e infiel.

- Rómulo Perdomo (Edgardo Román): Padre de Victorino Perdomo. Peluquero de profesión, seguidor político de Anapo, termina encarcelado por dicha militancia.

- Ceferino (Alejandro Muñoz): Padre de Victorino Moya. Abandonó a su familia para irse a las selvas del Guaviare a probar suerte. Al fracasar ahí, se vio envuelto en problemas hasta parar en la cárcel, en donde por casualidad conoció a Victorino y se enteró de que era su hijo.

- Facundo (Álvaro Rodríguez): Padrastro de Victorino Moya. Obrero de la construcción, alcohólico y maltratador. Al enterarse de que llegó incluso a abusar sexualmente de su hija, el propio Victorino Moya lo mató.

- Ana María Londoño Koppel (Adulta: Alexandra Restrepo. Niña: Ana Victoria Beltrán): Prima hermana y luego esposa de Victorino Umaña. Compañera de aventuras en su infancia y adolescencia. Una vez casada con Victorino, le fue infiel con Juancho Alzate.

- Rosalía Koppel (Margalida Castro): Tía abuela de Victorino Umaña. También sabe de la predicción trágica de los Victorinos. Resultó ser un buen apoyo para su sobrino nieto.

- Pablo Sánchez 'El Negro'  (Adulto: Ricardo Prado. Adolescente: Julian Román): Amigo y compañero de Victorino Moya en su pandilla de delincuentes. Muere a manos de 'El Alacrán', guardaespaldas de Daniel Schumacher, un narcotraficante.

- Padre Agustín Lajarreta (Luis Fernando Montoya): Sacerdote, profesor en el seminario y mentor de Victorino Perdomo. Es quien impulsa sus dotes artísticas y le inculca las ideas revolucionarias que más tarde lo llevaron a ingresar a la guerrilla.

- Juan Andrés Alzate "Juancho" (Andrés Marulanda): Mejor amigo de Victorino Umaña. Vinculado con delincuentes de cuello blanco, involucra a Victorino en negocios turbios. Muere a balazos en el asalto al Banco Coreano.

- La Mona (Luces Velásquez): Prostituta, amiga y amante de Victorino Moya.

### Secundarios
- Carola y María Eugenia Perdomo: hermanas de Victorino Perdomo, bautizadas en homenaje a Carola Correa Londoño y María Eugenia Rojas, esposa e hija Gustavo Rojas Pinilla, cuando éste hacia candidatura para volver a ser presidente.
- Juan Koppel (Carlos Duplat): abuelo de Victorino Umaña y Ana María Londoño.
- Julia de Koppel (Consuelo Moure): abuela de Victorino Umaña y Ana María Londoño.
- Lucy Koppel (Alejandra Miranda): hermana de Sara, madre de Ana María, y tía de Victorino Umaña.
- María Helena Rosanna  (María Fernanda Martínez): compañera de clase y de lucha política y amante de Victorino Perdomo. Caracterizada por su habilidad de cantar.
- Daniel Schumacher (Mauro Donetti): piloto y negociante de Juancho, al servicio de narcotraficantes.
- Rapidol (Ulises Colmenares): Compañero delincuente de Victorino Moya desde la adolescencia.
- El Buey (Joltzman Núñez): Socio de Perroloco. Al violar a Victorino Moya cuando era adolescente, en la cárcel es asesinado por Heriberto Ronderos, impidiendo la venganza de Moya pero este le agradece finalmente.
- El Ciego (Jorge Herrera): Subalterno principal de la Banda del Ganso, al cual transmite las órdenes de éste para que Victorino Moya las ejecute.
- Elvira Santos (Talú Quintero): madre de Juancho. En la fiesta, le reprende a este último cuando le ve fumar.
- Pepe (Ignacio Rodríguez): Padrino de Victorino Perdomo y mejor amigo de Rómulo.
- Nancy (Carolina Vivas): madrina de Victorino Perdomo. Es descubierta por causa de su inmoral adulterio con su ahijado.
- Don Cástulo (Marco Antonio López): tendero de barrio y padrino de Victorino Moya.
- Edmundo De la Rosa (Waldo Urrego): prominente político de alta sociedad y amante de Sara Koppel.
- Heriberto Ronderos (Francisco Martínez Alvarado): compañero de celda de Victorino Moya.
- Jaime Salinas (Alfonso Ortiz): abogado de la familia Koppel.
- Norman Reinhart (Omar Sánchez): Mentalista y vidente que predijo el destino y muerte de los Victorinos. Vaticinó también que el presidente de Estados Unidos, John F. Kennedy sería asesinado antes de que terminara 1963.
- Presentador de TV (1963) (Juan Harvey Caicedo): Anfitrión del programa en vivo en el que hace su espectáculo el Profesor Reinhart.

## Acogida y controversia
Aunque fue emitida con su título original, Carlos Duplat consideraba que este era muy largo, por lo que sugirió que se cambiara a Los Victorinos, algo a lo que RTI se negó, excepto en la comercialización para venta y alquiler en videotiendas de varios resúmenes de tres horas, en formato VHS. Si bien la serie tuvo altos índices de sintonía, fue objeto de encendidas polémicas y miles de críticas por parte de los expertos y de los televidentes debido a la crudeza de las escenas de sexo y violencia que se presentaron. Luego de dos meses, y con nueve capítulos emitidos, el Consejo Nacional de Televisión (transformado después en Comisión Nacional de Televisión) determinó su salida del aire durante cuatro semanas, contadas a partir del 30 de junio de 1991. Se permitió que el programa regresara el 28 de julio, pero un horario más adecuado para su temática (de 9:45 p.m. a 10:45 p.m., por Cadena Uno). El último episodio se emitió el 18 de agosto de 1991.

## Otras versiones
- En 2009, RTI Televisión y Telemundo realizaron una nueva versión titulada "Los Victorinos" o simplemente "Victorinos", producida por Hugo León Ferrer y protagonizada por Mauricio Ochmann, Arap Bethke, Roberto Manrique, Francisco Bolívar, Jacqueline Márquez, Sara Corrales y Carolina Sepúlveda. Fue una adaptación libre escrita por Gustavo Bolívar, tomando elementos de la serie original. Curiosamente, Ramiro Meneses, Ricardo Gómez, David Guerrero, Edgardo Román y Mauro Donetti participaron en esta versión.

- En 2010, Teleset para RCN Televisión emitió en Colombia la serie Tres Milagros, protagonizada por Farina Pao, Angélica Blandón, Johanna Bahamón y Andrés Sandoval. También actuaron Indhira Serrano, Javier Sáenz, Carolina Sepúlveda, Fernando Arango y Mauricio Bastidas, los cuales habían participado en la versión de Telemundo, junto a Carlos Duplat, quien ya había hecho una aparición especial en el dramatizado original junto a Julio Sánchez Cóccaro, hijo de Ómar Sánchez. La serie cuenta en esta ocasión la vida de tres mujeres de diferentes clases sociales y un amor que las une.

- En 2018, Teleset y Sony Pictures Television produjeron para TV Azteca una serie homónima protagonizada por Fátima Molina, Alexa Martín y Marcela Guirado.

## Premios y nominaciones
| Premio                                         | Categoría                     | Nominado          | Resultado |
| ---------------------------------------------- | ----------------------------- | ----------------- | --------- |
| Premios India Catalina (IX edición) 1992       | Mejor dramatizado             | Mejor dramatizado | Nominado  |
| Premios India Catalina (IX edición) 1992       | Mejor director                | Carlos Duplat     | Nominado  |
| Premios India Catalina (IX edición) 1992       | Mejor libreto                 | Carlos Duplat     | Nominado  |
| Premios India Catalina (IX edición) 1992       | Mejor actor protagónico       | Ramiro Meneses    | Nominado  |
| Premios India Catalina (IX edición) 1992       | Mejor actriz protagónica      | Adelayda Otálora  | Nominada  |
| Premios India Catalina (IX edición) 1992       | Mejor actriz protagónica      | Maribel Abello    | Nominada  |
| Premios TVyNovelas (Colombia) (I edición) 1992 | Mejor dramatizado             | Mejor dramatizado | Ganadora  |
| Premios TVyNovelas (Colombia) (I edición) 1992 | Mejor serie                   | Mejor serie       | Ganadora  |
| Premios TVyNovelas (Colombia) (I edición) 1992 | Mejor director                | Carlos Duplat     | Ganador   |
| Premios TVyNovelas (Colombia) (I edición) 1992 | Mejor actriz/actor revelación | Ramiro Meneses    | Ganador   |